# Кравченко, Татьяна Эдуардовна
Татья́на Эдуа́рдовна Кра́вченко (по отчиму — Я́ковлева; при рождении — Татья́на Васи́льевна То́карева; род. 9 декабря 1953, Сталино) — советская и российская актриса театра и кино. Народная артистка Российской Федерации (2002).

## Биография
Родилась 9 декабря 1953 года в Донецке (тогда назывался Сталино), Украинская ССР.
Отец Татьяны, Василий Дмитриевич Токарев, умер, когда ей было 3 месяца.
Девочку воспитывала мать — Эмилия Ивановна Карлаш и отчим — Эдуард Семёнович Яковлев.
В 1970 году окончила среднюю школу № 20 города Донецка, после чего подала документы на химический факультет Донецкого государственного университета, однако не прошла по конкурсу.
В 1971 году уехала в Москву поступать в театральный институт. С первой попытки поступила в Высшее театральное училище имени М. С. Щепкина. Через год её заметила Алла Константиновна Тарасова и практически переманила в Школу-студию МХАТ, куда Татьяна была зачислена сразу на второй курс.
В 1976 году окончила Школу-студию МХАТ (курс Павла Массальского и Аллы Тарасовой). На выпускном спектакле присутствовал режиссёр Марк Захаров, который сразу же предложил молодой артистке войти в состав возглавляемой им труппы театра «Ленком».
Тогда же Олег Янковский посоветовал Татьяне выступать под другой, менее распространённой фамилией, так как актёров и актрис Яковлевых было очень много. Она взяла фамилию своей прабабушки и с тех пор стала известна как Татьяна Кравченко.
Первая роль в театре состоялась в спектакле «Мои надежды» по пьесе М. Шатрова, где Татьяна исполнила главную роль. В спектакле также играла народная артистка СССР Татьяна Пельтцер, с которой у молодой актрисы сразу же сложились тёплые дружеские отношения. Впоследствии Пельтцер взяла на себя роль наставницы и педагога Татьяны Кравченко.

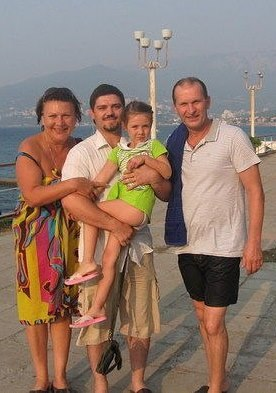
Во время съёмок 4 сезона сериала «Сваты». Крым, 2010 год

Является одной из ведущих актрис театра «Ленком», где сыграла в общей сложности более 30 ролей. Активно работает в антрепризных театральных проектах. Широко известна по многочисленным работам в кино. Всего снялась более чем в ста тридцати фильмах. Наибольшую известность у массового зрителя получила после роли Валюхи (Валентины Петровны Будько) в сериале «Сваты».
В начале 2023 года Станислав Садальский обвинил коллегу Татьяну Кравченко в алкоголизме из-за того, что она не явилась на спектакль в Петербурге, в котором играла главную роль.
«Алкоголь может коснуться любого — как простого смертного, так и известную личность. Никто не застрахован. Хорошо, что есть люди, которые готовы об этом говорить публично! Нужно иметь смелость, будучи народной актрисой „Ленкома“, не приехать на спектакль в Питер! Позор, Господи! Тяжело и муторно было всем, особенно молодым партнёрам. Обидно зрителям. Артистка не приехала. Все волновались, жива ли Кравченко. А ей было безразлично! Она отдыхала от возлияний. Алкоголь помутил великой артистке разум!» — негодовал  Садальский.

## Общественная позиция
В 2014 году Кравченко поддержала аннексию Крыма Россией.
В 2015 году Кравченко был запрещён въезд на Украину, так как она поддержала аннексию Крыма Россией и самопровозглашённые ДНР и ЛНР в вооружённом конфликте на востоке Украины.
В 2023 году Кравченко поддержала вторжение России на Украину, осудила президента Украины Владимира Зеленского, при этом заявив, что Украина «превращается в фашиствующее государство».

## Творчество

### Театральные работы
«Ленком Марка Захарова»
- «Безумный день, или Женитьба Фигаро» — Марселина
- «День опричника» — ясновидящая Прасковья Мамонтовна
- «Мои Надежды» — Надежда
- «Революционный этюд» — Сапожникова
- «Диктатура совести» — Надя
- «Мудрец» — мать Глумова
- «Дорогая Памела» — Глория
- «Жестокие игры» — девушка, похожая на ангела
- «Шут Балакирев» — Балакирева
- «Женитьба» — сваха Фёкла Ивановна
- «Трубадур и его друзья» — Атаманша разбойников
- «В списках не значился» — длинная девица
- «Иванов» — Бабакина
- «Встречи на Сретенке»
- «Революционный этюд»,
- «Мистификация» — Манилова / Коробочка

Антреприза
- 1996 — Рут — «Невероятный сеанс», по пьесе Н. Кауарда «Неугомонный Дух», перевод М. Мишина, реж. Михаил Козаков / Русская антреприза Михаила Козакова
- «Авантюрная семейка, или Как украсть миллион» / театр «Миллениум» под руководством Валерия Пономаренко
- «Ловушка для мужа» / театр «Миллениум» под руководством Валерия Пономаренко
- «Здравствуйте, я ваша тёща!» — Галина Ивановна, тёща
- «Плачу вперёд»,
- «Мужчина для женщин»,
- «Трактирщица»,
- «Столетник»,
- «Замужние невесты»,
- «Бумеранг»,
- «Астрономия любви»,
- «Второе дыхание»,
- «Идеальное убийство»,
- «Нюра Чапай»,
- «Около любви»,
- «Убей меня, голубчик»,
- «Суччий ангел»,
- «Я остаюсь»,
- «Женихи»,
- «Милая моя»,
- «Сирена и Виктория».

### Фильмография
| Год       |     | Название                                              | Роль                                                                                |
| --------- | --- | ----------------------------------------------------- | ----------------------------------------------------------------------------------- |
| 1977      | ф   | Приезжая                                              | Серафима Сергеевна, зоотехник (нет в титрах)                                        |
| 1978      | ф   | Летняя поездка к морю                                 | доктор                                                                              |
| 1980      | ф   | Люди в океане                                         | Нина Орехова                                                                        |
| 1981      | ф   | Будем ждать, возвращайся                              | Валентина, подруга Томки                                                            |
| 1981      | ф   | Восьмое чудо света                                    | Лидия Павловна Лаврушина, тренер                                                    |
| 1982      | ф   | Предчувствие любви                                    | Ольга                                                                               |
| 1982      | ф   | Грибной дождь                                         | Надя Поливанова                                                                     |
| 1982      | ф   | Голос                                                 | медсестра Надя                                                                      |
| 1983      | ф   | Васса                                                 | Лиза, горничная                                                                     |
| 1983      | ф   | Торпедоносцы                                          | Маруся-повариха                                                                     |
| 1983      | ф   | К своим!                                              | бывшая жена Валеры                                                                  |
| 1983      | ф   | Поцелуй                                               | Катюша                                                                              |
| 1983      | ф   | Раннее, раннее утро                                   | Лиза (в титрах Татьяна Яковлева)                                                    |
| 1984      | ф   | Если можешь, прости                                   | Марина                                                                              |
| 1985      | ф   | Как молоды мы были                                    | Тося                                                                                |
| 1985      | ф   | Город невест                                          | Зоя                                                                                 |
| 1985      | ф   | Опасно для жизни!                                     | Тамара                                                                              |
| 1986      | ф   | Хорошо сидим!                                         | Вера                                                                                |
| 1988      | ф   | Утреннее шоссе                                        | Антонина                                                                            |
| 1989      | ф   | Леди Макбет Мценского уезда                           | Аксинья                                                                             |
| 1990      | ф   | Овраги                                                | Настя Вавкина                                                                       |
| 1990      | ф   | Сукины дети                                           | Серафима Михайловна Корзухина                                                       |
| 1991      | ф   | Моя соседка                                           | Ляля                                                                                |
| 1991      | ф   | Небеса обетованные                                    | надзирательница в Доме престарелых                                                  |
| 1992      | ф   | Белый король, красная королева                        | Ирина Тищенко                                                                       |
| 1992      | ф   | Официант с золотым подносом                           | Роза                                                                                |
| 1992      | ф   | Воздушные пираты                                      | пассажирка с выдающимся бюстом                                                      |
| 1992      | ф   | Чёрный квадрат                                        | Александра Русланова, подполковник милиции, начальник отдела в МУРе                 |
| 1993      | ф   | Не хочу жениться!                                     | Инга                                                                                |
| 1993      | ф   | Секретный эшелон                                      | Горпина                                                                             |
| 1993      | ф   | Завещание Сталина                                     | коммунистка                                                                         |
| 1994      | ф   | Русское чудо                                          | Маруся                                                                              |
| 1994      | ф   | Жизнь и необычайные приключения солдата Ивана Чонкина | Афродита Гладышева (в титрах названа Татьяной Гербачевской — Tatjana Gerbačevskaja) |
| 1995      | ф   | Ширли-мырли                                           | Бронислава Розенбаум, геолог                                                        |
| 1995      | ф   | Ехай!                                                 | Люська, жена Петра                                                                  |
| 1995      | ф   | Крестоносец                                           | сестра убитого друга Тоши                                                           |
| 1995      | ф   | Мелкий бес                                            | Ершиха, хозяйка квартиры                                                            |
| 1995      | ф   | Роковые яйца                                          | Мария Степановна                                                                    |
| 1996      | ф   | Последний курьер / Der letzte Kurier                  | фрау Бунин                                                                          |
| 1997      | ф   | Не валяй дурака                                       | Зинаида Таратайкина, жена Ивана Таратайкина                                         |
| 1997      | ф   | Дети понедельника                                     | Маргарита                                                                           |
| 1999      | ф   | Криминальное танго                                    | Тэна, соседка Лидии Львовны                                                         |
| 2000      | ф   | Артист и мастер изображения                           | Нина Сергеевна, бывшая жена Башлыкова                                               |
| 2000      | ф   | Шуб-баба Люба!                                        | мать Кати                                                                           |
| 2001      | с   | Идеальная пара                                        | парковщица                                                                          |
| 2001      | с   | Дракоша и компания                                    | Пуделёва                                                                            |
| 2001      | ф   | Мамука                                                | Имя персонажа не указано                                                            |
| 2001      | ф   | Эмигрантка или Борода в очках и бородавочник          | подруга                                                                             |
| 2002      | ф   | Лиса Алиса                                            | мать Алисы                                                                          |
| 2002      | с   | Право на защиту                                       | журналистка                                                                         |
| 2002      | с   | Каменская 2                                           | Алла Валентиновна, мать Тамары                                                      |
| 2002      | ф   | Интимная жизнь Севастьяна Бахова                      | Элла Андреевна Салазкина                                                            |
| 2003      | ф   | Пассажир без багажа                                   | мать Елизаветы Юрьевны                                                              |
| 2003      | с   | Пан или пропал                                        | Зося                                                                                |
| 2003      | ф   | Колхоз интертейнмент                                  | Мария                                                                               |
| 2003      | ф   | А поутру они проснулись                               | продавщица (роль озвучила другая актриса)                                           |
| 2004      | с   | Ералаш (выпуск № 175, сюжет «Паук»)                   | Анна Васильевна, учительница                                                        |
| 2004      | с   | Я тебя люблю                                          | Ульяна                                                                              |
| 2004      | ф   | О любви в любую погоду                                | жена Ионеско                                                                        |
| 2004      | с   | Формула                                               | Леонила Адольфовна                                                                  |
| 2004      | с   | Даша Васильева. Любительница частного сыска           | Лариса Войцеховская / настоящая Полина Нестерова                                    |
| 2004      | с   | Женщины в игре без правил                             | Дуся, жена Николая                                                                  |
| 2004      | с   | Дети Арбата                                           | мать Шарока                                                                         |
| 2004—2006 | с   | Моя прекрасная няня                                   | Клара Карловна                                                                      |
| 2005      | ф   | Анна                                                  | Люба Сизова                                                                         |
| 2005      | с   | Самая красивая                                        | Зина                                                                                |
| 2005      | ф   | Продаётся дача                                        | аферистка                                                                           |
| 2005      | ф   | Голова классика                                       | Ольга Сергеевна Митрушина                                                           |
| 2005      | с   | Девочка с севера                                      | Белла Доудсен                                                                       |
| 2005      | ф   | Питер FM                                              | Татьяна Петровна                                                                    |
| 2005      | ф   | Любовница                                             | Ира                                                                                 |
| 2005      | ф   | Тайский вояж Степаныча                                | начальник таможни                                                                   |
| 2006      | с   | Аэропорт 2                                            | пациентка                                                                           |
| 2006      | ф   | Рекламная пауза                                       | Анна                                                                                |
| 2006—2008 | с   | Кто в доме хозяин?                                    | тётя Роза                                                                           |
| 2006      | с   | Провинциальные страсти                                | тётя Тая, реквизитор театра                                                         |
| 2006      | с   | Виола Тараканова. В мире преступных страстей          | Роза Михайловна                                                                     |
| 2006      | с   | Заколдованный участок                                 | Ольга                                                                               |
| 2006      | ф   | Вы не оставите меня                                   | педикюрша                                                                           |
| 2006      | ф   | Не было бы счастья…                                   | Зоя Артуровна                                                                       |
| 2006      | с   | Осторожно, блондинки!                                 | Валентина Андреевна                                                                 |
| 2006      | с   | Студенты International                                | Селезнёва                                                                           |
| 2007      | ф   | Прапорщик, или «Ё-моё»                                | тётя Роза                                                                           |
| 2007      | ф   | Шекспиру и не снилось                                 | Пелагея Львовна Жбанова                                                             |
| 2007      | с   | Приключения солдата Ивана Чонкина                     | Раиса                                                                               |
| 2007      | с   | Ворожея                                               | мать Маши                                                                           |
| 2007—2008 | с   | Атлантида                                             | Раиса                                                                               |
| 2007      | с   | Если у Вас нету тёти…                                 | тётя Люся                                                                           |
| 2007      | ф   | Лузер                                                 | Дуся                                                                                |
| 2007      | ф   | Натурщица                                             | дама                                                                                |
| 2008      | с   | Ералаш (выпуск № 218, сюжет «Фокус-покус»)            | учительница математики                                                              |
| 2008      | ф   | Шут и Венера                                          | Печёнкина                                                                           |
| 2008      | ф   | Неоконченный урок                                     | мать Саши                                                                           |
| 2008      | ф   | От любви до кохання                                   | мать Ромы                                                                           |
| 2008      | ф   | А я люблю женатого                                    | Тамара Андросьевна                                                                  |
| 2008      | ф   | Белый холст                                           | Вера Сергеевна                                                                      |
| 2008      | с   | Сваты                                                 | Валентина Петровна Будько                                                           |
| 2009      | ф   | Какраки                                               | тренер по плаванию                                                                  |
| 2009      | с   | Сваты 2                                               | Валентина Петровна Будько                                                           |
| 2009      | с   | Сваты 3                                               | Валентина Петровна Будько                                                           |
| 2009      | ф   | Будем на «ты»                                         | Раиса Гавриловна                                                                    |
| 2009      | с   | Мой ласковый и нежный мент                            | почтальон                                                                           |
| 2009      | с   | Хозяйка тайги                                         | Фая                                                                                 |
| 2009      | с   | Сердце капитана Немова                                | Тамара Ивановна                                                                     |
| 2010      | с   | Дворик                                                | Раиса Ермак                                                                         |
| 2010      | ф   | Банщик Президента, или Пасечники Вселенной            | Мира Израилевна, ассистент по актёрам                                               |
| 2010      | ф   | А мама лучше!                                         | Рая                                                                                 |
| 2010      | с   | Сваты 4                                               | Валентина Петровна Будько                                                           |
| 2011      | ф   | Новогодние сваты                                      | Валентина Петровна Будько                                                           |
| 2011      | с   | Пончик Люся                                           | Клавдия                                                                             |
| 2011      | с   | Сваты 5                                               | Валентина Петровна Будько                                                           |
| 2011      | ф   | Ночь одинокого филина                                 | Елизавета Ивановна                                                                  |
| 2012      | с   | Сваты у плиты                                         | Валентина Петровна Будько                                                           |
| 2012      | с   | Сваты 6                                               | Валентина Петровна Будько                                                           |
| 2012      | ф   | Новогодний переполох                                  | Галина Сёменовна, администратор гостиницы                                           |
| 2013      | с   | Торговый центр                                        | Валентина Фёдоровна, мать Гали                                                      |
| 2014      | с   | Ералаш (выпуск № 284, сюжет «Говорите громче!»)       | бабушка                                                                             |
| 2015      | с   | Смешная жизнь                                         | тётя Тася                                                                           |
| 2015      | ф   | Между нот, или Тантрическая симфония                  | Нина Васильевна, домработница                                                       |
| 2015      | кор | Мина                                                  | мать                                                                                |
| 2016      | ф   | Грааль                                                | Матвеевна                                                                           |
| 2017      | ф   | Везучий случай                                        | Татьяна, жена Василича                                                              |
| 2018      | с   | Ералаш (выпуск № 354, сюжет «Сдача»)                  | продавщица                                                                          |
| 2021      | с   | Сваты 7                                               | Валентина Петровна Будько                                                           |
| 2023      | с   | Вика-ураган                                           | Раиса Кирилловна Кузнецова («Генеральша»)                                           |
| 2024      | ф   | Бит и Байт 2: Адские каникулы                         | Нина Васильевна                                                                     |

### Озвучивание мультфильмов
| Год  |    | Название            | Роль                |
| ---- | -- | ------------------- | ------------------- |
| 2007 | мс | Крошечка-Хаврошечка | читает текст        |
| 2020 | мс | Оранжевая корова    | Ба (Бабушка Корова) |

## Личная жизнь
- Первый муж — Владимир Лавинский, художник-постановщик Школы-студии МХАТ. Брак продлился 2 года.
- Второй муж — Дмитрий Гербачевский, продюсер киностудии «Ленфильм». Брак продлился 6 лет.
  - Дочь — Анна Дмитриевна Гербачевская (род. 1986) — дизайнер, окончила факультет коммуникативного дизайна Национального института моды.

## Награды и признание

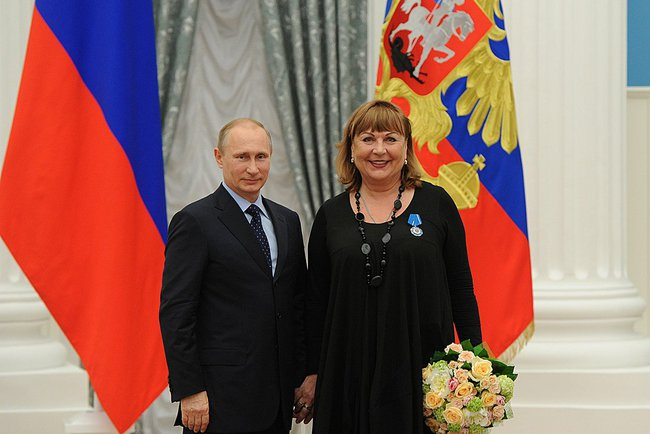
Церемония награждения орденом Почёта.
Москва, Кремль, 28 мая 2014 года

- Орден Почёта (14 января 2014 года) — за большие заслуги в развитии отечественной культуры и искусства и многолетнюю плодотворную деятельность[19]
- Орден Дружбы (1 октября 2021 года) — за большой вклад в развитие отечественной культуры и искусства, многолетнюю плодотворную деятельность[20]
- Народная артистка Российской Федерации (16 сентября 2002 года) — за большие заслуги в развитии театрального искусства[21]
- Заслуженная артистка РСФСР (5 ноября 1991 года) — за заслуги в области искусства[22]
- Лауреат театральной премии «Чайка» (1998)

Кинопремии
- Лауреат премии союза кинематографистов «Созвездие» (2000)
- Приз «Лучшая женская роль второго плана» на кинофестивале «Бригантина» за фильм «Интимная жизнь Себастьяна Бахова» (2003)
- Приз IV открытого Российского фестиваля кинокомедий «Улыбнись, Россия!» в номинации «Лучшая женская роль» — за роль соседки в фильме «Криминальное танго»
- Премия XVII открытого российского фестиваля кинокомедии «Улыбнись, Россия!» (2016) — за вклад в комедию